# Geografia del Turkmenistan

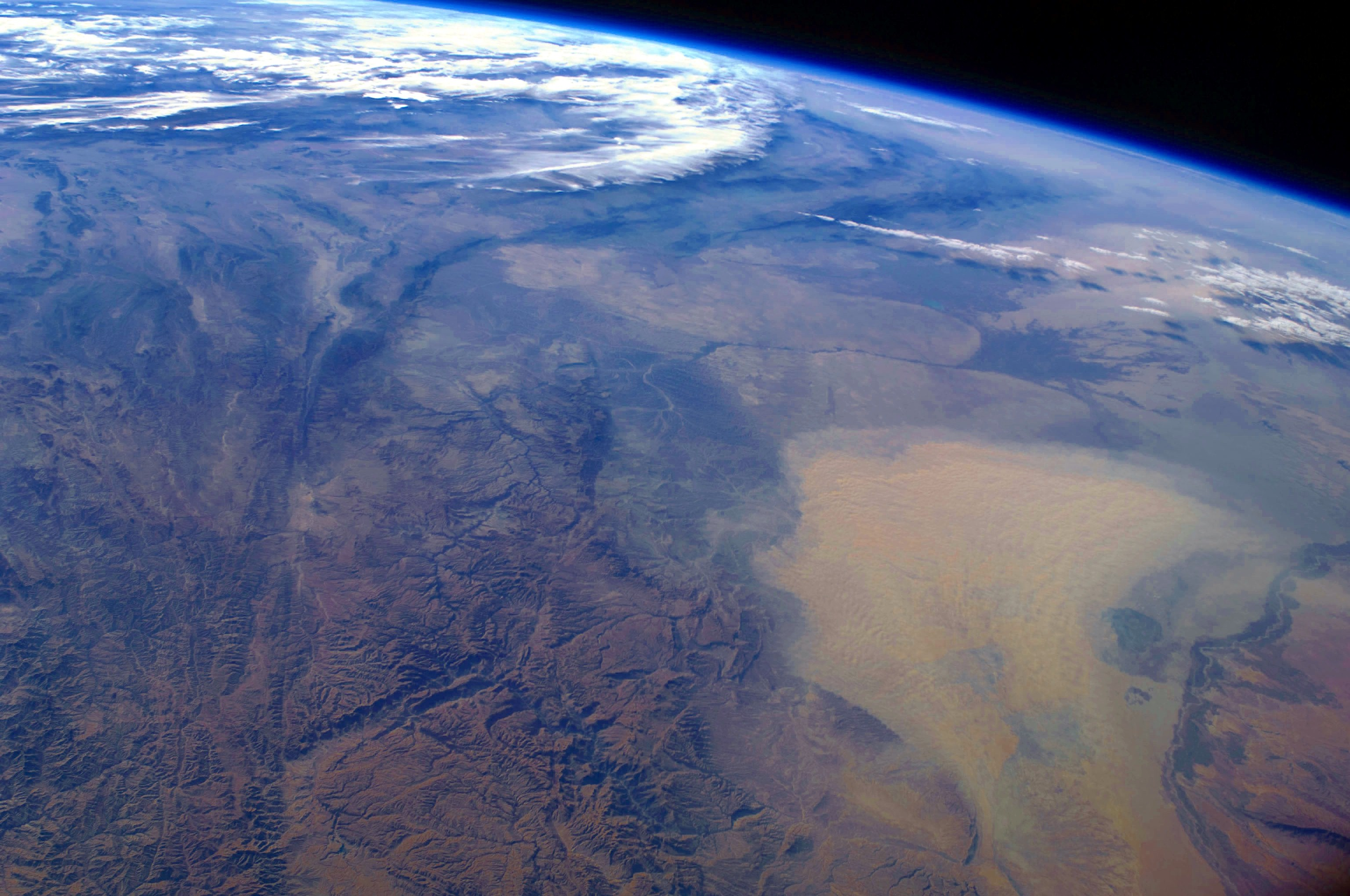
Tempesta di sabbia sul Turkmenistan.

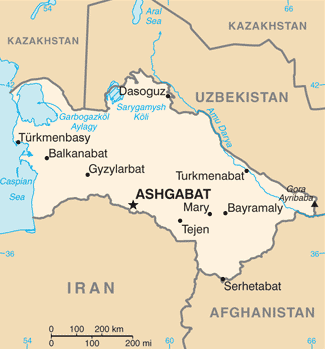
Mappa del Turkmenistan.

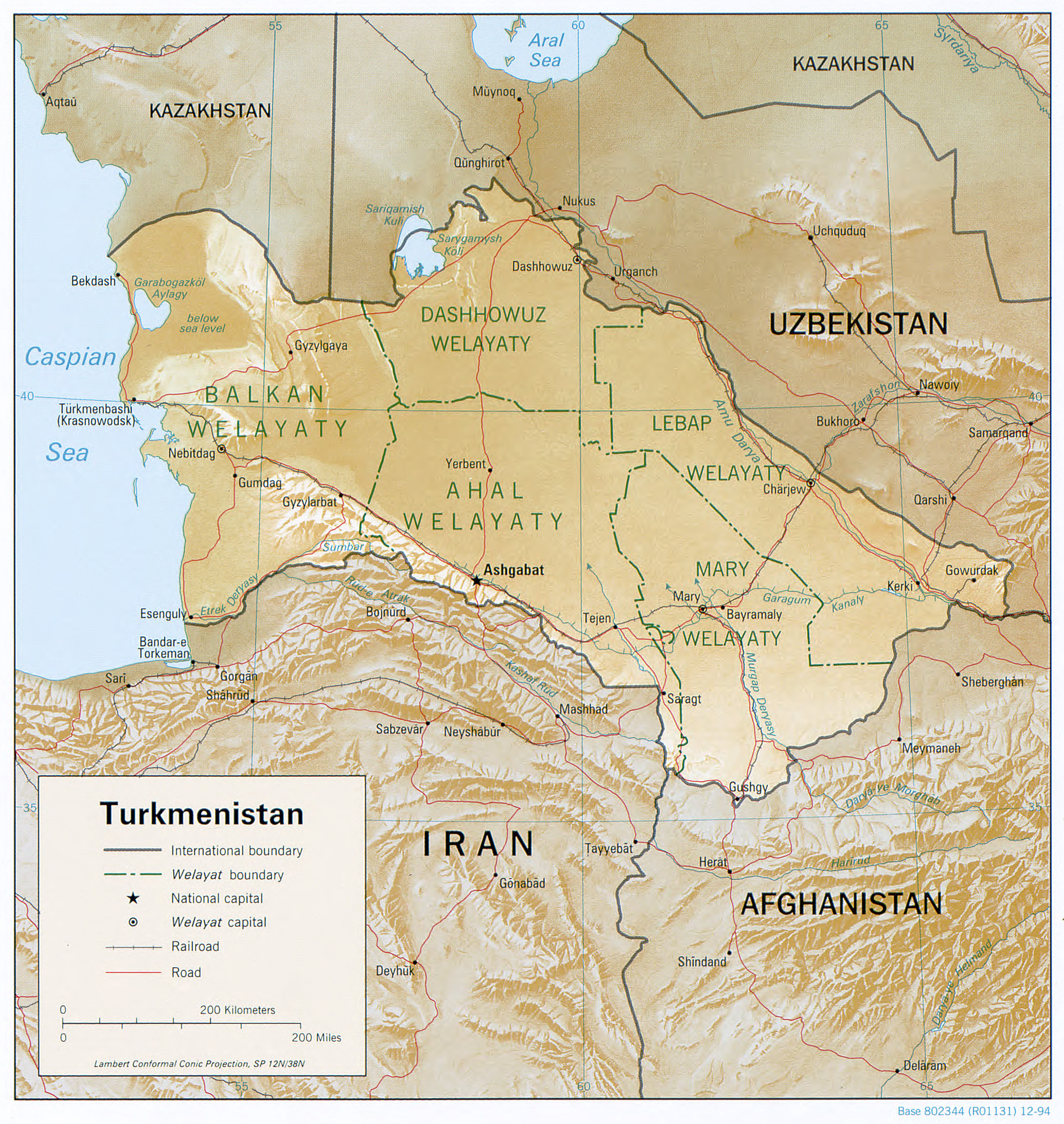
Mappa dettagliata del Turkmenistan.

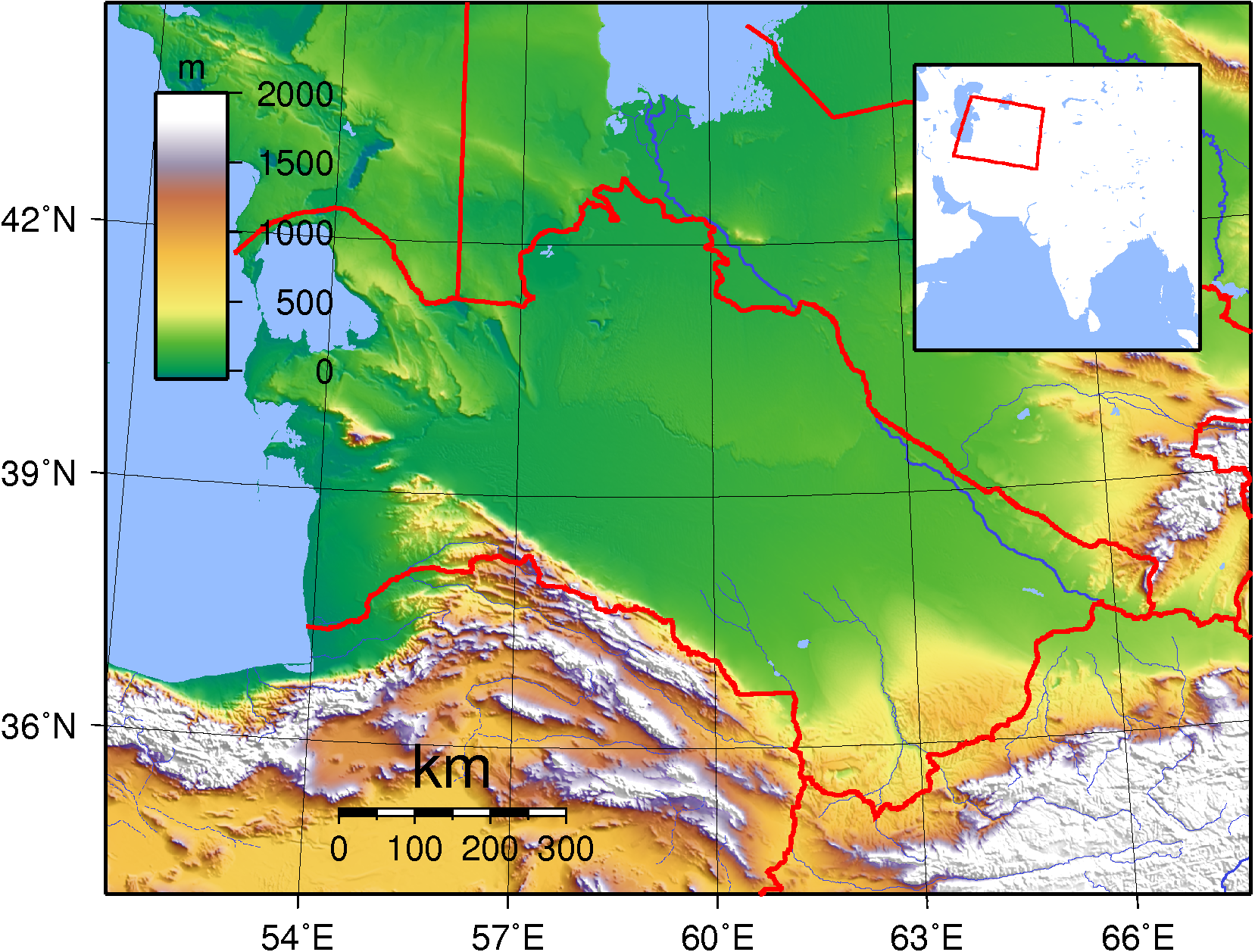
Topografia del Turkmenistan.

Il Turkmenistan è un paese senza sbocco al mare situato in Asia centrale. È il secondo stato più grande dell'Asia centrale, dopo il Kazakistan, e il più meridionale tra le cinque repubbliche della regione.
Dopo il Kazakistan, il Turkmenistan è lo stato centroasiatico con la minore densità di popolazione. Gran parte della sua estensione arida è inospitale alla vita vegetale e animale. Ad eccezione delle oasi distribuite in strette fasce lungo i contrafforti della catena del Kopet-Dag e lungo i fiumi Amu Darya, Morghāb e Tejen, il territorio, prevalentemente sabbioso e soleggiato, è dominato da deserti. Dal 1925 al 1991 il Turkmenistan fu la Repubblica Socialista Sovietica del Turkmenistan, una repubblica costituente (dell'unione) dell'Unione Sovietica; dichiarò l'indipendenza il 27 ottobre 1991. La capitale è Ashgabat (Ashkhabad), situata vicino al confine meridionale con l'Iran.
Il Turkmenistan si trova nella parte sud-occidentale della regione dell'Asia centrale. Confine a nord-ovest con il Kazakistan, a nord e a est con l'Uzbekistan, a sud-est con l'Afghanistan, a sud con l'Iran e a ovest con il Mar Caspio. Pur essendo il secondo paese dell'Asia centrale per superficie, la maggior parte del territorio è costituita da oasi sparse all'interno di un deserto altrimenti inabitabile.

## Morfologia
Dal punto di vista topografico, i quattro quinti del territorio del Turkmenistan sono occupati dalla parte meridionale della Pianura del Turan. Montagne e contrafforti si innalzano principalmente nella sezione meridionale della repubblica, comprendendo le catene del Kugitangtau e del Kopet-Dag. Il Kopet-Dag è geologicamente giovane, e la sua instabilità è testimoniata da terremoti intermittenti di grande forza distruttiva.
Si possono distinguere due grandi suddivisioni in tutto il Turkmenistan: una regione delle oasi – caratterizzata da adeguate risorse idriche, terre coltivate e industria sviluppata – che comprende il Kopet-Dag e altre oasi; e una regione desertica, che occupa nove decimi del territorio del Turkmenistan, suddivisa nel Turkmenistan occidentale e nel Karakum. Il Karakum è uno dei più grandi deserti sabbiosi del mondo, occupa l'intera parte centrale del Turkmenistan ed estende la sua superficie verso nord fino al Kazakistan.

### Le oasi
L'oasi del Kopet-Dag si estende lungo i contrafforti settentrionali della catena del Kopet-Dag, le cui pendici offrono ampie aree adatte all'agricoltura non irrigua; sia le montagne che i contrafforti sono inoltre ricchi di risorse minerarie. Il centro economico e culturale dell'oasi è la capitale, Ashgabat. Lo sviluppo della capitale ha stimolato l'industria, trasformando un'oasi a vocazione agricola nel nucleo industriale-agricolo della repubblica.
L'oasi del Morghāb è rinomata per il cotone a fibra fine, la seta, i tappeti e i tappeti annodati a mano, nonché per l'allevamento delle pecore Karakul. Il fiume Morghāb, i cui tratti inferiori sono attraversati dal Canale del Karakum, può fornire ulteriori risorse idriche per l'irrigazione. Mary (precedentemente nota come Merv) è il centro economico e culturale dell'oasi e della regione circostante.
Separata dal Morghāb da un tratto del Karakum, l'oasi del Tejen si è formata lungo il fiume Tejen. Prima della costruzione del Canale del Karakum, solo piccole aree coltivate a grano, orzo e meloni erano possibili a causa della scarsità d'acqua. Dopo che il canale ha attraversato l'oasi e con la costruzione del bacino di Hauz-Khan, vaste aree sono state irrigate, rendendo possibile la coltivazione di cotone a fibra lunga e l'insediamento di impianti di trasformazione del cotone. Il centro economico e culturale è la città di Tejen.
L'oasi dell'Amu Darya centrale, a differenza delle altre, si estende quasi senza interruzione per centinaia di chilometri ed è quasi interamente coltivata. Le acque dell'Amu Darya sono ricche di limo, un eccellente fertilizzante naturale. La coltivazione del cotone e l'allevamento dei bachi da seta sono praticati da lungo tempo nell'area, che è anche un importante produttore di kenaf e di altre colture da fibra. I deserti adiacenti forniscono pascoli per le pecore Karakul. Nell'oasi si sono sviluppate industrie di trasformazione di prodotti agricoli e di materie prime minerarie. Il centro economico e amministrativo dell'oasi e della regione è Türkmenabat (già Chardzhou), la seconda città più grande e il secondo centro industriale del Turkmenistan.
L'oasi dell'Amu Darya inferiore si trova nell'antico delta dell'Amu Darya ed è stata a lungo una delle principali regioni agricole della repubblica. L'oasi è attraversata da una fitta rete di antichi letti fluviali e da canali e fossati di irrigazione che si originano nel vicino Uzbekistan. Tuttavia, la riduzione del flusso dell'Amu Darya inferiore minaccia di compromettere la produttività agricola dell'oasi.

### Deserti
Il deserto del Turkmenistan occidentale è un'enorme distesa quasi priva di risorse idriche, ma la sua parte montuosa, che costituisce una prosecuzione orientale della catena del Caucaso, possiede risorse minerarie e di combustibili. I giacimenti di petrolio, salgemma e sali comuni dei laghi sono di grande importanza. Il Turkmenistan occidentale è una delle regioni più sviluppate industrialmente della repubblica, con particolare rilievo per l'estrazione e la raffinazione del petrolio, le industrie chimiche e minerarie, nonché la pesca e la lavorazione del pesce (lungo la costa del Mar Caspio). La popolazione rurale è impegnata prevalentemente nell'allevamento di pecore, capre e cammelli.
Il Karakum e gli altri deserti privi di caratteristiche morfologiche rilevanti presentano lo stesso paesaggio desertico: assenza di acque superficiali, precipitazioni eccezionalmente scarse e temperature estive elevate. Tuttavia, il deserto è anche una zona ricca di risorse minerarie e di combustibili, e i suoi pascoli migliori possono essere utilizzati tutto l'anno per l'allevamento di pecore, capre e cammelli.

## Idrografia
I principali fiumi del Turkmenistan sono il già menzionato Amu Darya (l'antico fiume Oxus), che scorre lungo il confine nord-orientale verso il Mar d'Aral, e i fiumi Tejen, Morghāb (noto anche come Murgab o Murgap) e Atrek; sono inoltre presenti numerosi piccoli corsi d'acqua montani. Tuttavia, la posizione geografica dei fiumi e la direzione del loro flusso non coincidono con la distribuzione delle terre coltivabili; le terre più fertili – e ancora insufficientemente sfruttate – si trovano principalmente a sud, nord-est e ovest, mentre i fiumi principali scorrono prevalentemente a est. Il Canale del Karakum, completato nel 1967, è uno dei più grandi canali di irrigazione e navigazione al mondo. La perdita d'acqua da questi canali, dovuta all'irrigazione e all'evaporazione causata dal clima arido, contribuisce alla riduzione della portata dell'Amu Darya e di altri corsi d'acqua nei loro tratti inferiori.

## Clima

Classificazione dei climi di Köppen del Turkmenistan. In rosa, la zona desertica fredda, in giallo quella semi-arida fredda

La posizione del Turkmenistan, situato nel cuore dell'Asia, e le caratteristiche del suo rilievo determinano un clima fortemente continentale, caratterizzato da ampie escursioni termiche sia diurne che annuali. La temperatura media annua varia tra 14 e 16 °C, ma tale valore nasconde un intervallo estremamente ampio. Durante le giornate estive la temperatura raramente scende sotto i 35 °C, e il massimo assoluto registrato nel sud-est del Karakum raggiunge i 50 °C all'ombra. Al contrario, in inverno, a Serhetabat (nell'estremo sud, al confine con l'Afghanistan), la temperatura può scendere fino a -33 °C. Le precipitazioni, che si concentrano principalmente in primavera, variano da circa 80 millimetri annui nel deserto nord-occidentale fino a un massimo di 300 millimetri nelle aree montuose.

## Flora e fauna
Ad eccezione delle oasi, delle valli montane e degli altopiani, la vegetazione del Turkmenistan presenta caratteristiche tipicamente desertiche. Nelle valli montane del Kopet-Dag si trovano viti selvatiche, mandorli, fichi e noci, mentre ginepri e pistacchi crescono sui versanti aperti. Sulle rive e sulle isole dell'Amu Darya si sviluppano tugai (foreste ripariali dense) composte da pioppi neri, salici, canne e giunchi.
Il deserto ospita volpi, gatti selvatici, gazzelle e tartarughe, mentre le montagne accolgono capre, ghepardi, linci, leopardi delle nevi e istrici. Sciacalli, cinghiali, varie specie di uccelli e il raro cervo rosa vivono nelle tugai; asini selvatici vagano sugli altopiani di Badkhyz e Garabil nel sud-ovest. Grandi stormi di anatre, oche e cigni trascorrono l'inverno lungo la costa orientale del Mar Caspio. Nel Caspio, i pescatori catturano abbondanti aringhe, spratti, scardole e storioni; prima che l'Amu Darya subisse un grave inquinamento, le sue acque fornivano carpe, barbi e lucci commestibili.